# (1010) Marlene
(1010) Marlene ist ein Asteroid des Hauptgürtels, der am 12. November 1923 vom deutschen Astronomen Karl Wilhelm Reinmuth entdeckt wurde, der am Observatorium auf dem Königstuhl bei Heidelberg tätig war.
Benannt wurde der Asteroid nach der deutschen Schauspielerin Marlene Dietrich.